# Trematooecia aviculifera
Trematooecia aviculifera är en mossdjursart som först beskrevs av Ferdinand Canu och Ray Smith Bassler 1923.  Trematooecia aviculifera ingår i släktet Trematooecia och familjen Colatooeciidae.
Artens utbredningsområde är Mexikanska golfen. Inga underarter finns listade i Catalogue of Life.